# 北諸塚デジタルテレビ中継局
北諸塚デジタルテレビ中継局（きたもろつかデジタルテレビちゅうけいきょく）は、宮崎県東臼杵郡諸塚村にあるデジタルテレビ中継局である。

## 概要
諸塚村北部の広範囲を放送区域としている。

## 放送設備

### 所在地
- 宮崎県東臼杵郡諸塚村七ツ山（星の久保）

### 地上デジタルテレビ放送
| ID | 放送局名      | 放送局名      | 物理チャンネル | 空中線電力 | ERP   | 放送対象地域 | 放送区域内世帯数 |
| -- | ------------- | ------------- | -------------- | ---------- | ----- | ------------ | ---------------- |
| 1  | NHK宮崎       | 総合          | 22ch           | 300mW      | 850mW | 宮崎県       | 253世帯          |
| 2  | NHK宮崎       | Eテレ         | 21ch           | 300mW      | 830mW | 全国         | 253世帯          |
| 3  | UMKテレビ宮崎 | UMKテレビ宮崎 | 24ch           | 300mW      | 790mW | 宮崎県       | 253世帯          |
| 6  | MRT宮崎放送   | MRT宮崎放送   | 23ch           | 300mW      | 790mW | 宮崎県       | 253世帯          |

#### 補足
- 2009年8月28日予備免許交付、同9月1日試験放送開始、同10月1日本放送開始[2]。
- 実効輻射電力（ERP）：NHK総合が850mW[3]、NHK Eテレが830mW[4]、UMKテレビ宮崎・MRT宮崎放送が790mWである[5][6]。